# Blandine Dancette
Blandine Dancette (Firminy, 14 de fevereiro de 1988) é uma handebolista profissional francesa, medalhista olímpica.

## Carreira
Blandine Dancette fez parte do elenco medalha de prata na Rio 2016.